# Нурлат
Нурлат (рус. Нурлат) град је у Русији у Татарстану.

## Становништво
| 1939. | 1959.  | 1970.  | 1979.  | 1989.  | 2002.  | 2010.  |
| ----- | ------ | ------ | ------ | ------ | ------ | ------ |
| 4.500 | 12.726 | 17.533 | 18.552 | 23.507 | 32.527 | 32.601 |